# Cerithium vulgatum
Espèce
L'espèce Cerithium vulgatum est un mollusque appartenant à la famille des Cerithiidae.

## Dénomination
Noms vernaculaires : cérithe goumier ou cérithe commun.
- Allemand : Gemeine Hornsschnecke, Nadelschnecke.
- Anglais : common cerith, common needle whelk.
- Espagnol : pada común.
- Italien : caragol longo, torretta comune, torricella.
- Serbo-croate : vretenjaca.

## Description
Coquille robuste avec un apex très pointu. Les tours de spire sont en pente raide et la suture est peu profonde. Les sillons spiralés sont plus forts au milieu du tour de spire, les rangées spirales de tubercules peuvent se transformer en petites épines. La columelle est sinueuse avec un épaississement à l'extrémité supérieur du bord columellaire. Le bord du labre est ondulant, il se termine par un court canal siphonal. La coquille est de couleur grise ou brun pâle avec des taches brun foncé.
Sa taille est comprise entre 4 et 7 cm.

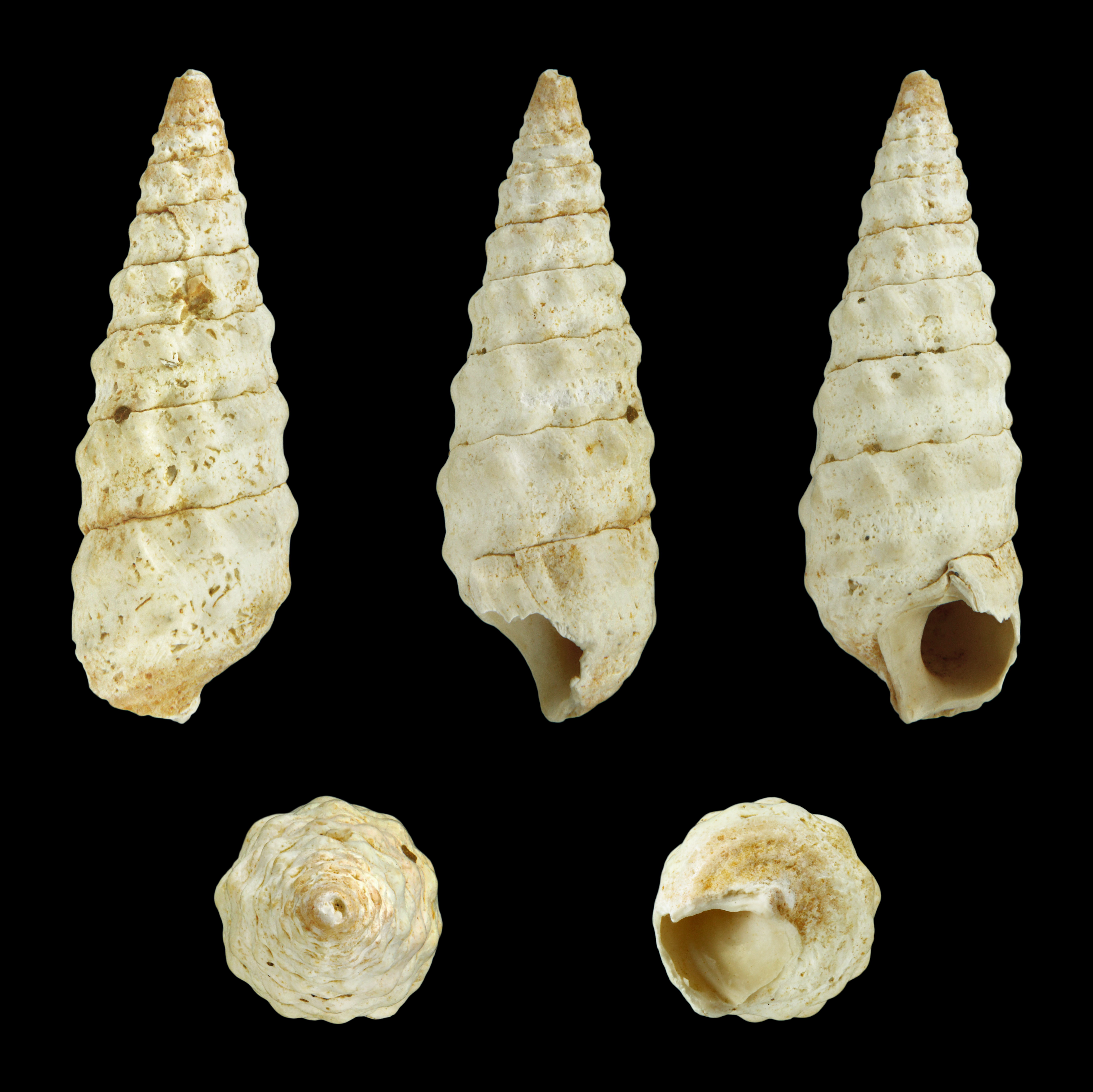
Cerithium vulgatum ssp. europaeum.

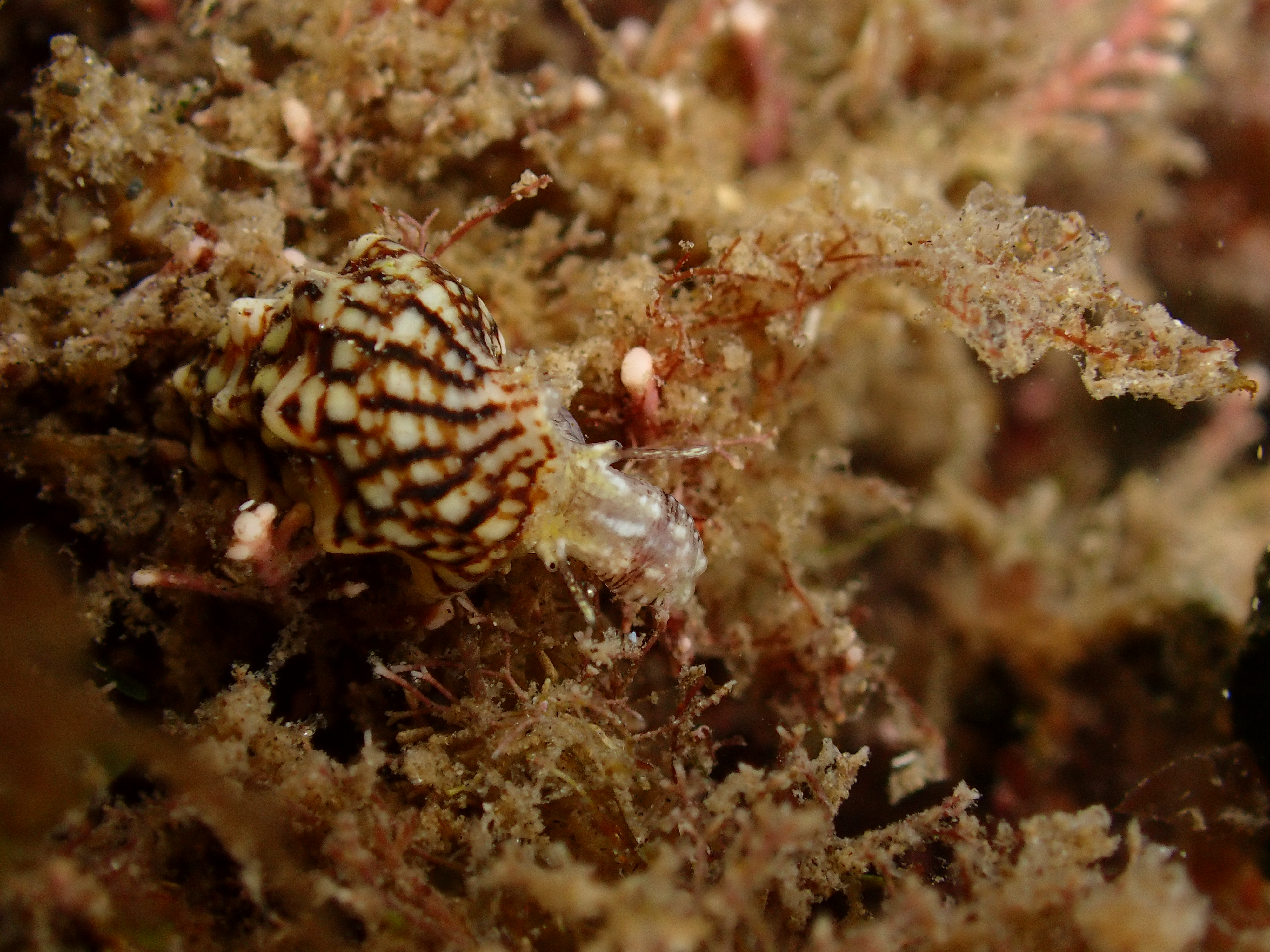
Cérithe juvénile en train de se nourrir

## Habitat et répartition
Ce gastéropode préfère les fonds sédimentaires (sableux ou vaseux) recouverts d'algues. Il vit en eau peu profonde, souvent à proximité de substrats durs.
Il est commun en Méditerranée, mais plus rare dans l'Atlantique.

## Synonymes
- Cerithium aluchensis Brusina, 1870[2]
- Cerithium bourguignati Locard, 1886
- Cerithium compositum Locard & Caziot, 1900
- Cerithium gracilis Philippi, 1836
- Cerithium inscriptum Monterosato, 1884
- Cerithium nanum Pallary, 1912
- Cerithium pallaryi Pallary, 1912
- Cerithium payraudeauti Gaglini, 1992
- Cerithium provinciale Locard, 1886
- Cerithium rupestre Risso, 1826
- Cerithium servaini Locard, 1886
- Cerithium spinosum Philippi, 1836
- Cerithium subvulgatum Locard, 1886
- Hirtocerithium pugioniferum Monterosato, 1910
- Murex aluchensis Nardo, 1847
- Murex alucoides Olivi, 1792
- Thericium caputornatum F. Nordsieck, 1982
- Thericium cazioti F. Nordsieck, 1974
- Thericium kobelti F. Nordsieck, 1974
- Thericium minutum multispinosum F. Nordsieck, 1974
- Thericium nigronodosum F. Nordsieck, 1974
- Thericium provinciale (Locard, 1886)
- Thericium vulgatum (Bruguière, 1792)

## Sources
- Arianna Fulvo et Roberto Nistri, 350 coquillages du monde entier, Paris, Delachaux et Niestlé, 2005, 256 p.  (ISBN 2-603-01374-2).
- Gert Linder, Guide des coquillage marins, Paris, Delachaux et Niestlé, 2005, 319 p.  (ISBN 978-2-603-01457-8).